# The Fumbler Dwarf
The Fumbler Dwarf (en inglés, «el enano pifiador») fue un club de rol español fundado en Hoyo de Manzanares (un pueblo de la Sierra de Guadarrama). Este club de rol, fundado hacia 1985 por Luis Serrano Cogollor, Ana Isabel Utande, Javier Serrano Cogollor y Karl Walter Klobuznik, tuvo un papel pionero en la historia de los juegos de rol en España al promover la práctica y la introducción de esta clase de juegos en dicho país. Los miembros fundadores del club llegaron incluso a ser los traductores al castellano de RuneQuest y James Bond 007, dos juegos que hacían parte de la primera generación de juegos de rol en ser publicados en España.

## Historia
Durante la primera mitad de los años 80 los fundadores del club se iniciaron en la práctica de wargames y juegos de estrategia, en particular los de Avalon Hill y su filial Victory Games, que eran las empresas editoras dominantes en aquella época en el ámbito de estos juegos, esencialmente jugados sobre tablero e importados de Estados Unidos. Al poco tiempo, Serrano, Utande y Klobuznik descubrían los juegos de rol (caracterizados por no necesitar tablero) y decidían fundar un club de rol, que constituyeron en 1985 con el nombre de «The Fumbler Dwarf» (traducciones posibles del nombre del club pueden ser «el enano pifiador», «el enano gafe», «el enano que siempre la pifia» etc.). En el momento de su fundación el número de clubs de rol en España era todavía muy limitado y sobre todo muy reciente. Existían los clubs Maquetismo y Simulación (fundado en Barcelona en 1978), Alpha Ares (también de Barcelona, 1983) y Palafox (fundado en Zaragoza en 1984). El club Sturmtruppen fue fundado en Barcelona en 1985, más o menos al mismo tiempo que The Fumbler Dwarf. El de Utande, Klobuznik y Serrano fue por tanto uno de los primeros clubs de rol de España, participando de este modo en un movimiento emergente asociativo que impulsó directamente el desarrollo del rol español. 1985 no solo fue el año de fundación de The Fumbler Dwarf, también fue el año de publicación del primer juego de rol en ser publicado en España. Se trataba de la traducción que Dalmau Carles Pla (una editorial de Gerona) había publicado del famoso juego estadounidense Dungeons & Dragons. Esta primera traducción de un juego de rol en España fue una iniciativa privada y exclusiva de Dalmau Carles Pla, lo que constituía una excepción a la regla según la cual los primeros juegos de rol publicados por editoriales españolas fueron en realidad traducciones realizadas por miembros activos de los tan recientemente creados clubes de rol del país. Por orden de publicación The Fumbler Dwarf fue el club de rol traductor del tercer y séptimo juegos de rol en ser publicados en España:
1. Dungeons & Dragons fue traducido en 1985 para Dalmau Carles Pla por Olga Montero, de quien no se tiene todavía constancia que estuviera afiliada a ningún club.
2. La llamada de Cthulhu fue traducido en septiembre de 1988[8] para Joc Internacional por Jordi Zamarreño, miembro del club Maquetismo y Simulación.
3. RuneQuest fue traducido en octubre de 1988 para Joc Internacional por Luis Serrano Cogollor y Ana Isabel Utande, miembros de The Fumbler Dwarf.
4. El Señor de los Anillos fue traducido en septiembre de 1989[9] para Joc Internacional por José López Jara, miembro de Alpha Ares.
5. Traveller fue traducido y publicado en octubre de 1989 por Jaime Molina[10] (de Maquetismo y Simulación) para su editorial Diseños Orbitales, que fundó para la ocasión.
6. Star Wars fue traducido en abril de 1990 para Joc Internacional por Xavier Salvador i Vilalta,[11] miembro de Alpha Ares.
7. James Bond 007 fue traducido en mayo de 1990 para Joc Internacional por Karl Walter Klobuznik y Moisés Prieto, miembros de The Fumbler Dwarf.[12]

Antes de ser traducidos estos juegos se jugaban en la España de aquellas años gracias a los ejemplares originales en inglés que algunas tiendas del país importaban de Estados Unidos y el Reino Unido, aunque algunas traducciones al francés también eran importadas de Francia. Las editoriales emergentes del sector, entre las que Joc Internacional ocupaba un lugar central, se encargaron entonces de publicar, con la ayuda de los clubes de rol más activos del momento, las traducciones al castellano de aquellos juegos que parecían tener mayor éxito entre los jugadores españoles. En el caso de The Fumbler Dwarf el contacto con el mundo editorial fue un paso dado por Ana Isabel Utande, que en aquellos años trabajaba como azafata. Utande aprovechó uno de sus viajes a Barcelona para ponerse en contacto con Francesc Matas Salla, fundador de Joc Internacional en 1985 y coorganizador desde 1986 de las Jornadas de Juegos de Estrategia, Simulación Y Rol (JESYR). De este modo se concertó entre The Fumbler Dwarf y Joc Internacional que otros dos miembros del club, Luis Serrano y Karl Klobuznik, organizaran y dirigieran al público asistente de las segundas JESYR, celebradas en Barcelona en diciembre de 1987, una serie de partidas de RuneQuest (dirigidas por Serrano) y de James Bond 007 (dirigidas por Klobuznik). A las partidas de estos dos juegos se añadían las que Jordi Zamarreño (de otro club de rol: Maquetismo y Simulación) dirigiría a La llamada de Cthulhu. El éxito obtenido a lo largo de estas sesiones de juego hizo que Matas Salla se decidiera a entablar contacto con las editoriales estadounidenses propietarias de los tres juegos para obtener así sus derechos de traducción y publicación en España (Chaosium para La llamada de Cthulhu y RuneQuest, Victory Games para James Bond 007). La rapidez con la que Chaosium accedió a la cesión de las licencias de traducción que Joc Internacional le solicitaba permitió que se publicaran en España las primeras traducciones al castellano de La llamada de Cthulhu y RuneQuest, de las que se encargaron naturalmente, en 1988, los mismos directores de juego que los habían defendido en las JESYR del año anterior: Jordi Zamarreño tradujo La llamada de Cthulhu y Luis Serrano  y Ana Isabel Utande (de The Fumbler Dwarf) tradujeron RuneQuest. El turno le llegaría a James Bond 007 un año y medio más tarde, cuando Karl Klobuznik y Moisés Prieto (ambos también miembros de The Fumbler Dwarf) se encargaron de la traducción que Joc Internacional publicó en mayo de 1990. Las ilustraciones de la edición estadounidense original (de 1983) fueron reemplazadas en esta edición española por las de Luis Carlos Ximénez (también miembro de The Fumbler Dwarf) pero no conocieron una gran aceptación entre el público español.
Además de estas traducciones y de su participación en las JESYR los miembros del club participaron también en los inicios de la prensa especializada en juegos de rol en España. Junto a los de otros clubes de rol numerosos artículos redactados por miembros de The Fumbler Dwarf fueron publicados en las revistas Líder, primera revista española especializada en juegos de simulación (esencialmente rol y wargames) y Troll, primera revista española exclusivamente dedicada a juegos de rol. Estos artículos, firmados principalmente por los fundadores del club, fueron tanto aventuras y complementos de reglas para juegos de rol como reseñas o artículos de opinión sobre los juegos mismos. A principios de los años 90 los miembros de The Fumbler Dwarf comenzaron a disgregarse, aunque algunos de ellos se integraron en otros clubes que habían sido creados con posterioridad, como el club Héroe, situado en Madrid capital.

## Publicaciones, galardones y campañas de promoción
- A partir de las segundas JESYR (año 1987 y siguientes) The Fumbler Dwarf promocionó los juegos RuneQuest y James Bond 007, organizando partidas de dichos juegos destinadas al público asistente.
- Karl Walter Klobuznik fue galardonado como mejor master en los torneos de rol de dos ediciones seguidas de las JESYR.
- En abril de 1988, antes de que James Bond 007 fuera oficialmente traducido y en el marco de la promoción del juego, The Fumbler Dwarf empezó a realizar envíos a domicilio de los módulos Operación rompehielos y Nobody lives forever (redactados en castellano por Karl Klobuznik).
- Traducción de RuneQuest por Luis Serrano y Ana Isabel Utande (publicada en octubre de 1988).
- Traducción de James Bond 007 por Karl Walter Klobuznik y Moisés Prieto (publicada en mayo de 1990).
- Numerosos artículos publicados por los fundadores del club en las revistas Líder y Troll (en los años que van de 1987 a 1990).
- En la revista Líder Luis Serrano fue el responsable de la sección «Runeconsultas», en la que daba respuesta a las preguntas que los lectores de la revista enviaban a propósito del juego de rol RuneQuest.
- Dirección de partidas de RuneQuest y James Bond 007 en los primeros Encuentros de Juegos de Simulación de Madrid (los ENJUSIM) los días 20, 21 y 22 de abril de 1990.[17]
- Para la promoción de RuneQuest miembros de The Fumbler Dwarf acompañaron a Joc Internacional en el stand que la editorial barcelonesa mantuvo durante la Feria del Libro de Madrid de 1989, en los Jardines del Retiro.[18]
- The Fumbler Dwarf promocionó también la difusión de su traducción de James Bond 007 desde su propio stand en la Feria del Libro de Madrid del año siguiente, 1990, de nuevo en El Retiro.